# راشيل لوكلير
راشيل لوكلير (بالإنجليزية: Rachel Leclerc)‏‏ (9 يوليو 1955 - ) شاعرة، وكاتِبة، وروائية من كندا.